# Xã Elk Creek, Quận Wright, Missouri
Xã Elk Creek (tiếng Anh: Elk Creek Township) là một xã thuộc quận Wright, tiểu bang Missouri, Hoa Kỳ. Năm 2010, dân số của xã này là 370 người.